# Muzeum Regionalne Ziemi Miechowskiej w Miechowie
Muzeum Ziemi Miechowskiej w organizacji – placówka muzealna w Miechowie, gromadząca zabytki archeologiczne, historyczne i etnograficzne z terenu powiatu miechowskiego. Siedzibą muzeum jest zespół zabudowań poklasztornych przy bazylice Grobu Bożego, znajdujący się przy ul. Warszawskiej 1, tzw. Zamek Generała.

## Historia
Muzeum Ziemi Miechowskiej zostało utworzone w październiku 2012 r. na podstawie umowy zawartej pomiędzy Powiatem Miechowskim, Gminą i Miastem Miechów oraz Parafią Grobu Bożego w Miechowie. Obecnie funkcjonująca placówka jest spadkobiercą dawnego Muzeum Regionalnego PTTK oraz jego filii – Muzeum Kościuszkowskiego (funkcjonującego niegdyś w Dworku „Zacisze”). Zabytki pochodzące z obu tych muzeów zostały przejęte przez Muzeum Ziemi Miechowskiej.
Początki muzealnictwa na ziemi miechowskiej sięgają 1908 r., kiedy zawiązał się w Miechowie oddział Polskiego Towarzystwa Krajoznawczego. Do otwarcia muzeum, podlegającego zarządowi PTK, doszło najprawdopodobniej w 1910 roku. Na ekspozycję muzealną zostały przeznaczone trzy pomieszczenia w zabudowaniach dawnego budynku klasztornego. Pierwsze zabytki pochodziły z prywatnych kolekcji, które ofiarowali m.in. Stanisław Jan Czarnowski (ofiarował głównie zabytki archeologiczne) oraz Henryk Zaporski (przekazał kolekcję numizmatów).
Mimo działań wojennych w okresie I wojny światowej, Muzeum funkcjonowało nieprzerwanie do 1919 r., kiedy doszło do jego zamknięcia. Działalność muzealną wznowiono dopiero w 1923 r., kiedy funkcję kustosza objął inspektor samorządowy – Julian Piwowarski. Wybuch II wojny światowej spowodował utratę znacznej części zbiorów. Niektóre zabytki udało się ukryć.
Lata powojenne upłynęły pod znakiem zmian organizacyjnych. Ostatecznie w 1952 r. Muzeum przeszło pod zarząd Polskiego Towarzystwa Turystyczno-Krajoznawczego. Muzealia były wielokrotnie przenoszone. W 1968 r. zbiory powróciły jednak do zabudowań poklasztornych. W 1981 r. w związku z zagrożeniem w postaci zawalenia się części stropu, podjęto decyzję o przeniesieniu zbiorów do budynku na ul. Konopnickiej 7. Niemalże równocześnie, 7 listopada 1981 r., otwarta została filia Muzeum Regionalnego w Dworku „Zacisze”, gdzie urządzono pierwsze w Polsce Muzeum Kościuszkowskie, eksponujące pamiątki z okresu insurekcji kościuszkowskiej.
W latach 80 i 90 muzealia były ponownie przenoszone. Część eksponatów zaginęła. Obecnie prowadzone są działania, mające na celu reaktywację Muzeum i powrót, po przeszło 100 latach, zabytków do budynków poklasztornych, w których Muzeum Ziemi Miechowskiej ma swoją siedzibę.
W gmachu muzeum znajduje się wystawa stała prezentująca kolekcję blisko 200 tkanin i szat liturgicznych ze skarbca zakonu bożogrobców z klasztoru w Miechowie.

## Digitalizaja zbioru rękopisów i starodruków
W 2008 r. z inicjatywy Powiatowej Biblioteki Publicznej im. Marii Fihel w Miechowie, która sprawowała opiekę nad częścią zabytków, nawiązano współpracę z Wojewódzką Biblioteką Publiczną w Krakowie, na mocy której sfinansowano cyfrową digitalizację cennych rękopisów i starodruków i udostępniono je w ramach projektu MBC (Małopolska Biblioteka Cyfrowa).
Najcenniejszym udostępnionym dokumentem jest pierwsza drukowana historia Polski Chronica Polonorum autorstwa Macieja z Miechowa wydana w 1512 roku.